# Musik Kroatiens
Kroatien hat eine ausgesprochen reichhaltige Musiktradition aufzuweisen. Die Folkloremusik variiert hierbei von Region zu Region und kann für Menschen in Slawonien etwas völlig anderes bedeuten als für Menschen an der dalmatinischen Adriaküste.
Zu Zeiten des ehemaligen Jugoslawien stammten viele der Pop-Musiker und Gruppen aus Kroatien. Die damalige „Radio- televizija Zagreb“ stellte auch oft den jugoslawischen Teilnehmer für den Eurovision Song Contest.
Heute wird kroatische Musik überall in Südosteuropa von Slowenien über Bosnien und Herzegowina bis Serbien und Montenegro und teilweise in der Slowakei und Tschechien gehört.

## Klassische Musik
Als frühe Vertreter der kroatischen klassischen Musik werden heute Barockkomponisten der damals italienisch beeinflussten Adriaküste wie z. B. Ivan Lukačić und Vinko Jelić angesehen.
Bedeutende Komponisten klassischer Musik im heutigen Kroatien sind Davorin Kempf und Ivo Josipović.
siehe Liste kroatischer Komponisten klassischer Musik und Musik Jugoslawiens#Klassische Musik

## Traditionelle Volksmusik

### Tamburica-Musik
Tamburica-Musik stammt ursprünglich aus dem östlichen Teil Kroatiens, aus Slawonien. Die unverkennbare, charakteristische, slawonische Volksmusik basiert auf einem kleinen Orchester mit verschiedenen Saiteninstrumenten, das mit ihrer Musik und volkstümlichem Gesang zu jeder Art von Veranstaltung herangezogen werden kann. Tamburica-Gruppen sind jedoch überall in Kroatien anzutreffen. Seit dem letzten Jahrhundert spielen viele Tamburica-Gruppen auch Messen in der Kirche. Im Grunde genommen handelt es sich hierbei um lockere, fröhliche Musik, welche die alltäglichen Probleme der Menschen in Musik umsetzt und zu der jeder herzlich eingeladen ist, mitzusingen. In Kroatien ist es sehr üblich, zu bestimmten Anlässen alte, allgemein bekannte Folklorelieder gemeinsam anzustimmen. Eine Tamburica-Gruppe besteht grundsätzlich aus den folgenden Instrumenten, von denen die größeren der Gitarre und die kleineren der Mandoline gleichen:
- Bass, Begeš
- Bugarija (Begleitung, Kontra)
- Čelo, Čelović
- Brač, Baßprim (vorwiegend 2. Stimme; und 1. Stimme)
- Bisernica, Prime (vorwiegend 1. Stimme; und 2. Stimme)

Üblicherweise treten Tamburica-Gruppen in den Volkstrachten der Region auf, aus der sie stammen. Jede Ortschaft in Kroatien hat eine eigene Tracht. Diese Trachten variieren auch in der Beschaffenheit der Stoffe, aus denen sie gefertigt sind. Meist sind es farbenprächtige Gewänder. Trachten aus Dalmatien oder Podravina unterscheiden sich von pannonisch-slawonischen Trachten. (Anmerkung: Die slawonischen Trachten sind von den ungarischen einfach zu unterscheiden, da bei den kroatischen Frauentrachten keine Lederstiefel getragen werden.)
Oft werden Tamburica-Orchester von einer Violine, einem Akkordeon oder, in seltenen Fällen, von einer Klarinette begleitet. Puristen stehen diesen gemischten Gruppen skeptisch gegenüber, jedoch muss in Betracht gezogen werden, dass ergänzende Instrumente schon seit der Entstehung von Tamburica-Orchestern mit einbezogen wurden und somit ihre Berechtigung finden. Die zitternde Bewegung der Hand (kroat. trzanje, Tremolo), mit der über die Saiten gestrichen wird (mittels eines Plektrons), verleiht der volkstümlichen Tamburica-Musik den ganz eigentümlichen, leicht beschwingten und eben typisch kroatischen Charakter.
Typischerweise treten Tamburica-Gruppen häufig mit Tanzgruppen auf. Hierzu reichen fünf bis sechs Tamburica-Musiker aus, welche die rhythmischen, takt- und gefühlsbetonten Tänze begleiten. Der berühmteste Tanz aus Kroatien nennt sich Kolo (Kreis, zu deutsch Reigen), bei dem sich die Tänzer (Frauen und Männer) an den Händen fassen und im Kreis tanzen. Hierbei ist es besonders interessant, die Schrittfolgen der Tänzer zu beobachten, was in einer größeren Gruppe getanzt, ein beeindruckendes Bild erzeugt. Üblicherweise wird mit einem Tanz auch eine Geschichte erzählt (Ernte, Hochzeit, etc.).
Auch im Ausland wird die Tradition der kroatischen Tamburica-Orchester sorgsam gepflegt. Unter anderem sind im österreichischen Burgenland oft kroatische Tamburica-Orchester anzutreffen, da dort eine kroatische Minderheit lebt. Tamburica-Gruppen sind mittlerweile weltweit anzutreffen, speziell in Gebieten, in denen sich Kroaten niedergelassen haben.

### Bećarac-Gesang
Ebenfalls in Ostkroatien ist der Bećarac-Gesang beheimatet, der a cappella oder in Begleitung einer Tamburica-Gruppe vorgetragen wird. Traditionell von Männergruppen, heutzutage auch von Frauen werden im Wechselgesang zwischen einem Vorsänger und seiner Gruppe humorvolle, oft improvisierte Zeilen ausgetauscht. Vers eins präsentiert die These, Vers zwei eine zum Lachen anregende Gegenthese, die die Stimmung anheizt. Zu später Stunde können so auch Gedanken ausgesprochen werden, die im alltäglichen Kontext unangemessen wären. Mehrere Gruppen können auf einer Veranstaltung in Wettstreit geraten, wem die meisten pointierten Verse einfallen.
Bećarac wurde 2011 in die UNESCO-Liste des immateriellen Kulturerbes der Menschheit aufgenommen.

### Klapa-Gesang
An der Küste Kroatiens (Istrien, Primorje und Dalmatien) treten zu besonderen Anlässen sogenannte Klapa-Gruppen auf. Es handelt sich dabei um polyphone Gesangsgruppen, ursprünglich reine Männergruppen, die mit ihren gutgeübten Stimmen eine ganz besondere Atmosphäre erzeugen können. Klapa-Musik ist wie klassische Musik zu behandeln und bedarf ausgesprochen guter Übung. Die Lieder variieren sehr stark von der Intonation her, beginnen oft völlig leise und erleben im Laufe des Liedes zahlreiche, Anstiege der Lautstärke oder Tonhöhe. Die Musik zieht Hörer praktisch in einen Bann des aufmerksamen Zuhörens und kann tiefe Gefühle wecken.
Klapa-Gruppen bestehen aus einer Gruppe von Männern oder Frauen, seltener gemischtgeschlechtlich. Jedes Mitglied der Gruppe verfügt über eine andere Stimmhöhe, was insgesamt ein sehr geschlossenes Tongebilde darstellt.
Jedes Jahr im Sommer findet in Omiš, Dalmatien ein berühmter Klapa-Wettbewerb statt.
Auch Klapa ist bei der UNESCO registriert.

### Musik Istriens
Die Volksmusik Istriens unterscheidet sich auffallend von den Volksmusikstilen des übrigen Kroatien. Dies liegt insbesondere an der pentatonischen istrischen Tonleiter (kroat.: Istarska ljestvica), die aus reinen kleinen und großen Sekunden besteht. Charakteristisch ist zudem die Zweistimmigkeit, bei der Intervalle von untemperierten Sexten und Terzen mit Oktaven und Unisono alternieren. Diese Musik wurde 2009 als immaterielles Kulturerbes der Menschheit anerkannt.
Das charakteristischste Musikinstrument Istriens und der benachbarten adriatischen Inseln ist die Sopila, eine Schalmei ähnlich der Bombarde, die sich durch einen durchdringenden und lauten Klang auszeichnet. Die Stimmung dieses Instruments folgt der istrischen Skala.
Die hohe Mala Sopila hat dabei folgende Stimmung:
(Dis) E F G As b ces
Die tiefe Vela Sopila ist dagegen wie folgt gestimmt:
Doppelt erniedrigtes C  Dis E F G As
Häufig wird istrische Musik auch rein vokal aufgeführt, zumeist von Sängerduos, wobei dieselben Skalen verwendet werden.
Aufgrund der ungewöhnlichen Skala und der eigenartigen Zweistimmigkeit wirkt traditionelle istrische Musik für die meisten anderen Europäer nicht nur sehr archaisch, sondern oftmals auch schief.
Der bekannteste Sopila-Spieler Kroatiens ist Dario Marušić. Neben traditionellen Instrumentierungen unternahm Marušić auch Ausflüge den Bereich von Crossover und mischte Technoelemente mit istrischer Volksmusik.

### Andere Volkstraditionen
- Ganga: Mit Gange können typische Bauerngesänge des dalmatinischen Hinterlandes oder der Herzegowina bezeichnet werden. Für gut ausgebildete europäische Ohren mag diese Art von Musik zunächst sehr irritierend wirken, da die Sänger praktisch in inbrünstige Stimmentladungen verfallen.
- Linđo (Volksmusikstil)
- Rera (Volksmusikstil aus der Gegend von Sinj)
- Šijavica (Volksmusikstil aus der Ortschaft Čavoglave)
- Ojkavica (Volksmusikstil aus Drniš)
- Poskočica (Volksmusikstil aus Slawonien)
- Dudelsackmusik (kroat. gajde oder diple, wird insbesondere in Dalmatien gespielt)
- Gusle (einsaitige gestrichene Schalenhalslaute)
- Lijerica (dreisaitige gestrichene Schalenhalslaute)

siehe auch: Turbo-Folk (eine neumodische Erscheinung in der kroatischen Musikszene)

### Folklore-Veranstaltungen
Das größte Tamburica-Folklorefestival findet jeden Sommer in Požega (Slawonien) statt.

## Inspiration
Joseph Haydn soll sich bei der Komposition der Melodie der „Kaiserhymne“ (Gott erhalte Franz, den Kaiser), die später als Deutschlandlied deutsche Nationalhymne wurde, von dem kroatischen Volkslied „Stal se jesem“ inspirieren haben lassen.

## Medien
Seit 2005 engagierte sich auch der größte Musikfernsehsender der Welt, MTV, im südosteuropäischen Raum. MTV Adria war ein junges, länderübergreifendes Projekt, das sich zum Ziel gesetzt hat, urbane Musik aus allen Ländern Südosteuropas zu fördern. Der Sender war unverschlüsselt über Satellit (Amos1 4W) in Europa oder per Kabel in Slowenien, Kroatien, Bosnien und Herzegowina und Serbien und Montenegro empfangbar. Die Moderatoren stammten aus allen genannten Ländern. Die Beiträge wurden teilweise mit Untertiteln dargestellt. Am 1. Januar 2018 zu Mitternacht wurde MTV Adria abgeschaltet, auf den Sendeplätzen läuft nun MTV Europe. Daneben gibt es auch den kroatischen Musikfernsehsender Croatian Music Channel (CMC).